# یواس‌اس کلمبیا (اس‌اس‌ان-۷۷۱)
یواس‌اس کلمبیا (اس‌اس‌ان-۷۷۱) (به انگلیسی: USS Columbia (SSN-771)) یک زیردریایی است که طول آن ۱۱۰٫۳ متر (۳۶۱ فوت ۱۱ اینچ) می‌باشد. این زیردریایی در سال ۱۹۹۴ ساخته شد.